# Beauvais
Beauvais is een stad in het Franse departement Oise (regio Hauts-de-France) en telde op 1 januari 2022 55.906 inwoners, die Beauvaisiens of Beauvaisins worden genoemd. De plaats is de onderprefectuur van het arrondissement Beauvais.

## Geschiedenis
De Latijnse naam voor deze stad was Caesaromagus. Deze stad werd gesticht in de eerste eeuw. Aan het begin van de vierde eeuw trok de stad zich terug binnen stadsmuren.
Volgens de legende zou Beauvais al in de derde eeuw een bisschop hebben gehad met de naam Lucianus. De eerste historisch bekende bisschop was Maurinus in 632. Vanaf de elfde eeuw werden de bisschoppen van Beauvais ook graven van Beauvais. Als pair waren ze invloedrijk in het koninkrijk Frankrijk. Rond het jaar 1000 werd begonnen met de bouw van een nieuwe kathedraal, het zogenaamde Basse-Œuvre. In de twaalfde eeuw werd het bisschoppelijk paleis gebouwd en in de dertiende eeuw besloot bisschop Milon de Nanteuil een nieuwe kathedraal te bouwen, het Haute-Œuvre.
In de middeleeuwen was de stad een belangrijk centrum voor de productie en handel van laken. Dit laken werd verkocht op de jaarmarkten van Champagne, in Parijs en in het zuiden. Al in 1099 kreeg de stad een charter. De privileges werden in 1122 bevestigd door koning Lodewijk VI.
Tijdens de Honderdjarige Oorlog werd de stad belegerd door de Engelsen. Toen het beleg mislukte, liet koning Edward III de Saint-Lucienabdij die buiten de stadsmuren lag, afbranden en het omliggende platteland plunderen. In 1472 werd de stad belegerd door de Bourgondiërs. Hier ontstond de legende van Jeanne Hachette, een jonge wolwerkster die het vaandel van een Bourgondiër zou hebben afgenomen en zo de verdedigers van de stad nieuwe moed zou hebben gegeven.
Aan het einde van de middeleeuwen vestigden zich Vlaamse tapijtwevers in de stad. In 1664 kwam er een koninklijke manufactuur in de stad waar tapijten werden geweven. Na een moeilijke start kende deze manufactuur zijn hoogtepunt in de achttiende eeuw toen tapijten met ontwerpen van o.a. Jean-Baptiste Oudry over heel Europa verhandeld werden. In deze periode werd het stadhuis gebouwd.

### Negentiende eeuw
De industriële ontwikkeling van Beauvais werd geschaad door het feit dat de stad pas in 1876 een directe treinverbinding met Parijs kreeg. In de loop van de negentiende eeuw werden de stadsmuren geslecht en vervangen door boulevards. Er werden imposante, nieuwe scholen gebouwd.

### Twintigste eeuw
Tijdens de Eerste Wereldoorlog lag de stad veilig achter het front, tot 1918 toen Duitse vliegtuigen de stad bombardeerden. In maart 1918 vestigde maarschalk Foch zijn hoofdkwartier in het stadhuis van Beauvais. In juni 1940 werd de stad gebombardeerd door de Duitsers. Dit luchtbombardement veroorzaakte een stadsbrand waarbij 80% van de gebouwen in het centrum verloren gingen. De wederopbouw begon in 1946.
In 1943 werd Beauvais uitgebreid met vier voormalige gemeenten: Marissel, Notre-Dame-du-Thil, Saint-Just-des-Marais en Voisinlieu.

## Bezienswaardigheden
- De kathedraal van Beauvais is de hoogste gotische kathedraal ter wereld (48,5 meter tot aan de gewelven van het koor). De bouwperiode vond plaats tussen 1225 en 1567. Het bouwwerk bezit alleen een koor en een transept. Het schip werd nooit verwezenlijkt. Binnen staan onder meer een uurwerk uit de veertiende eeuw en een astronomisch uurwerk uit de negentiende eeuw.
- De kerk Notre-Dame-de-la-Basse-Œuvre de Beauvais ligt aan de voet van de zijkant van de huidige kathedraal en is een overblijfsel van de vorige kathedraal, die aan het einde van de tiende eeuw werd gebouwd in karolingische stijl. Ze bestaat uit enkele traveeën van het schip.
- De deels romaanse, deels flamboyant-gotische kerk Saint-Étienne met gebrandschilderde ramen dateert uit de twaalfde-zestiende eeuw.
- Het bisschoppelijk paleis dat sinds 1981 het 'MUDO' (Musée départemental de l'Oise) herbergt.
  - Een versterkte toegangspoort (veertiende eeuw) met aan beide zijden een massieve toren leidt via de tuin naar
  - Het hoofdgebouw dat aan het begin van de zestiende eeuw in renaissancestijl werd opgetrokken en waarvan de gevel gotische versieringen heeft.
  - De collectie omvat onder meer werken uit de Franse en Italiaanse school van de zeventiende en achttiende eeuw en uit de Franse schilderkunst van de negentiende en twintigste eeuw.
- Het tapijtenmuseum Galerie nationale de la tapisserie de Beauvais werd geopend in 1976 en brengt hulde aan de befaamde Manufacture royale de tapisserie, gesticht in 1664.
- De leprozerie Saint-Lazare, een van de best bewaarde middeleeuwse (twaalfde-dertiende eeuw) hospitaalcomplexen van Noordwest-Europa.
- De Romeinse stadsmuren uit de vierde eeuw.

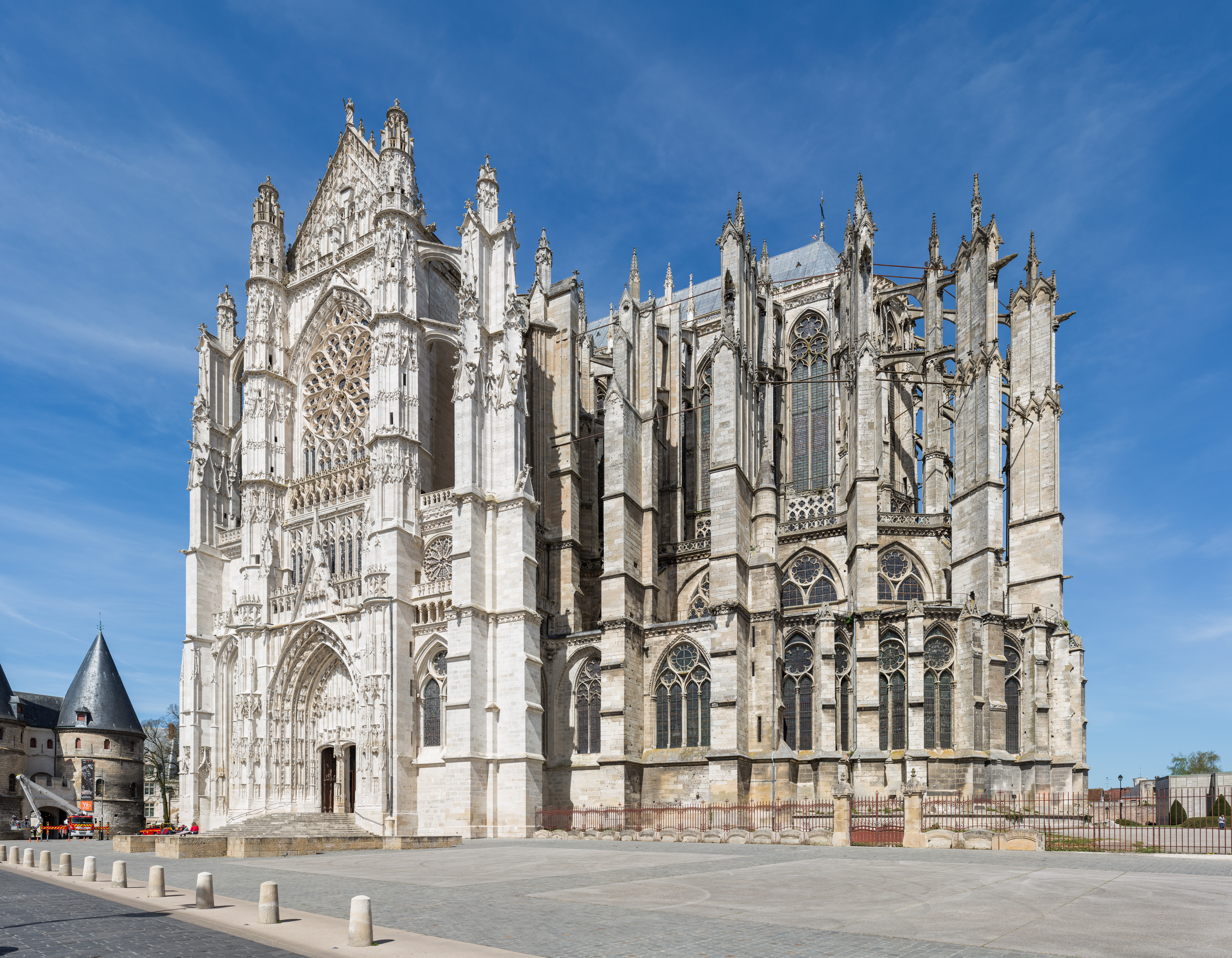
De kathedraal van Beauvais
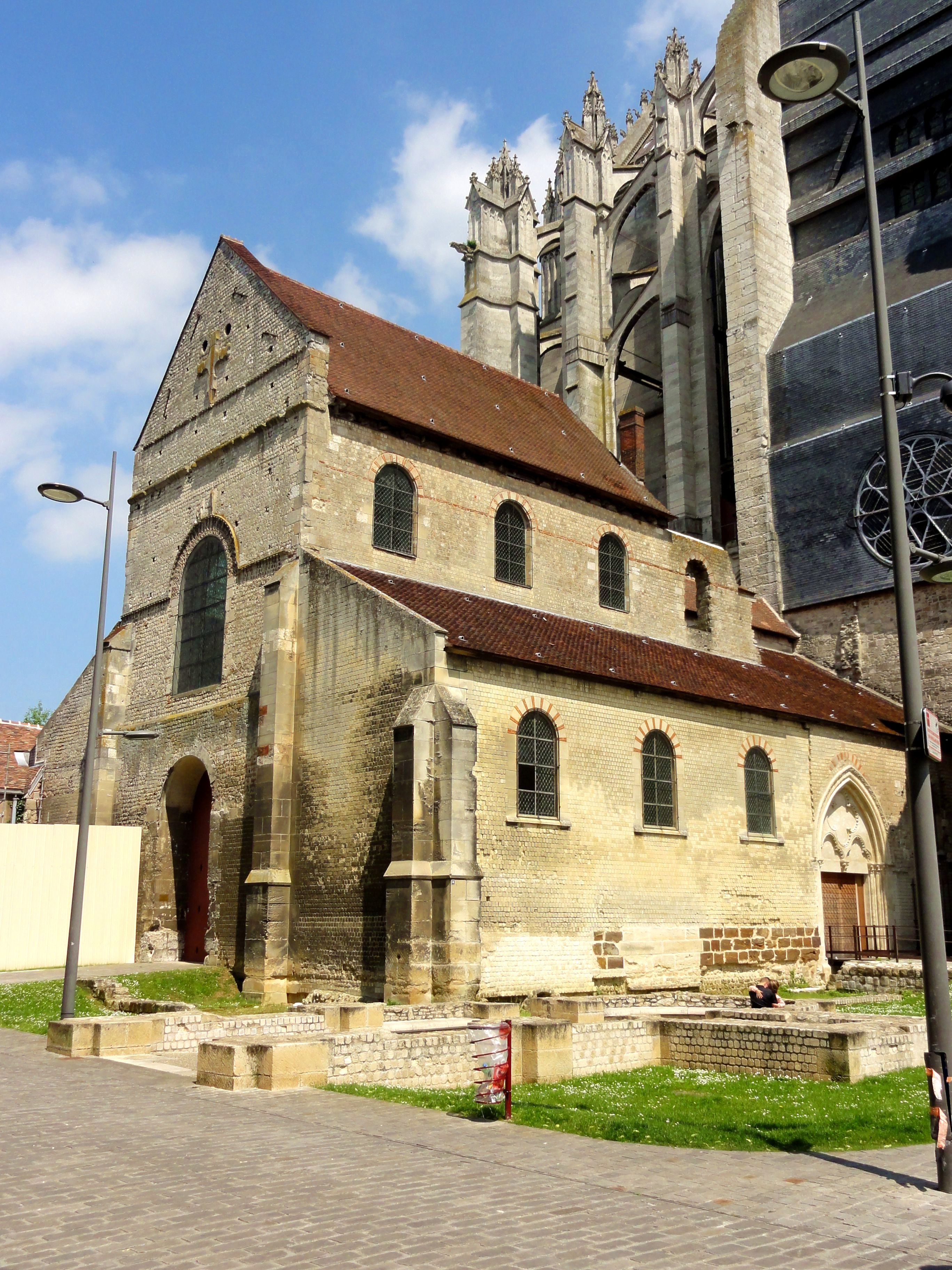
Notre-Dame-de-la-Basse-Œuvre
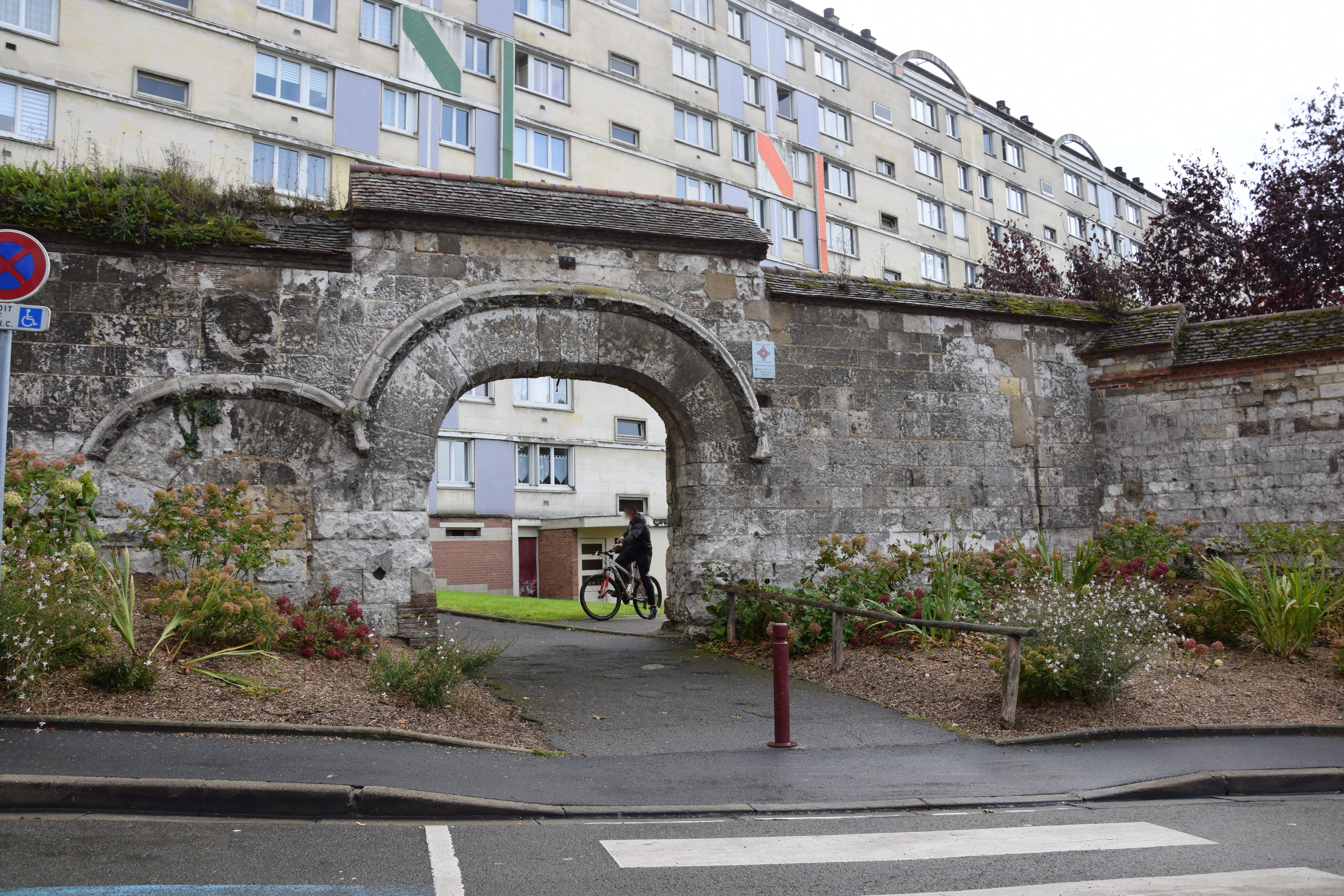
De voormalige Abdij Saint-Lucien
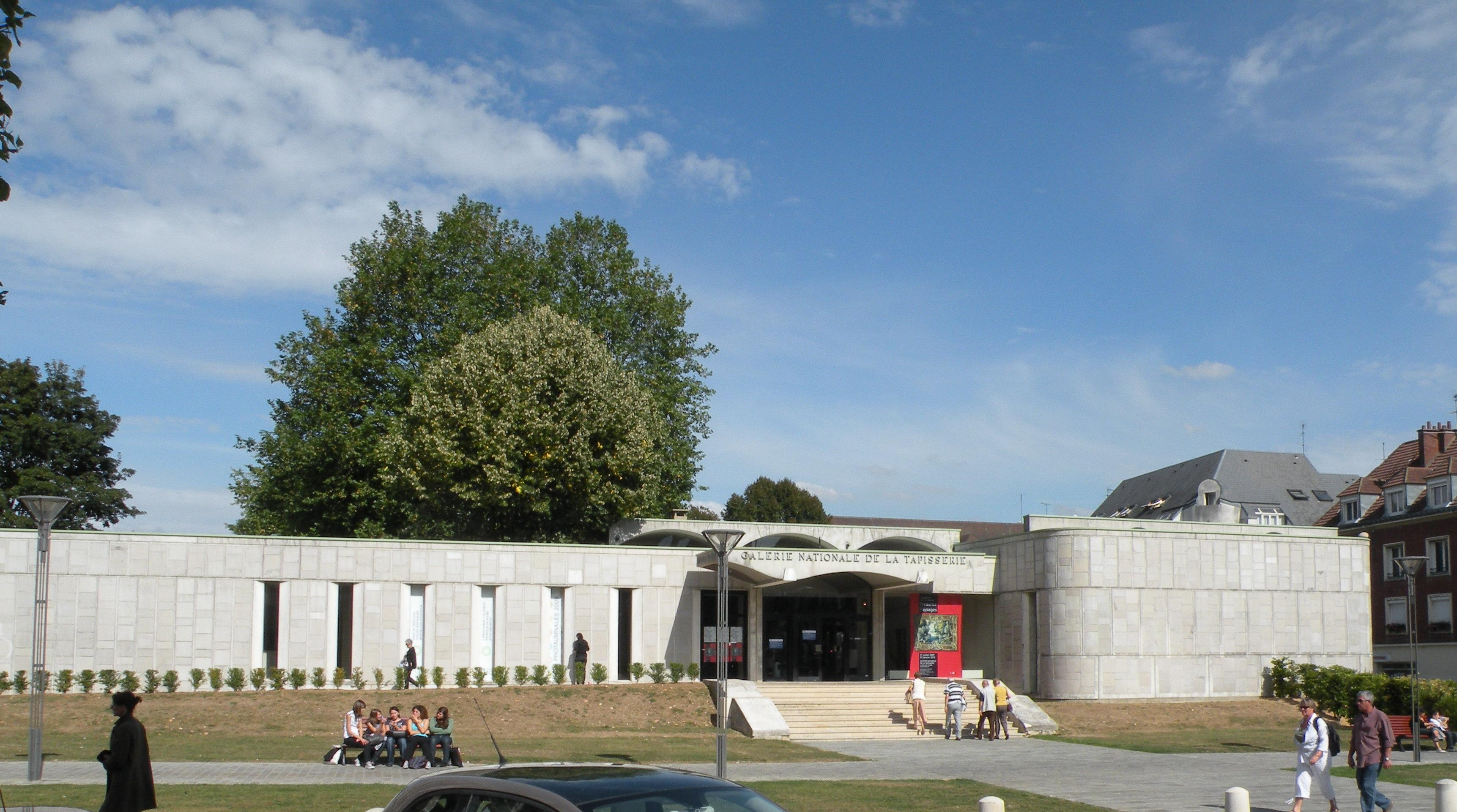
Galerie nationale de la tapisserie de Beauvais
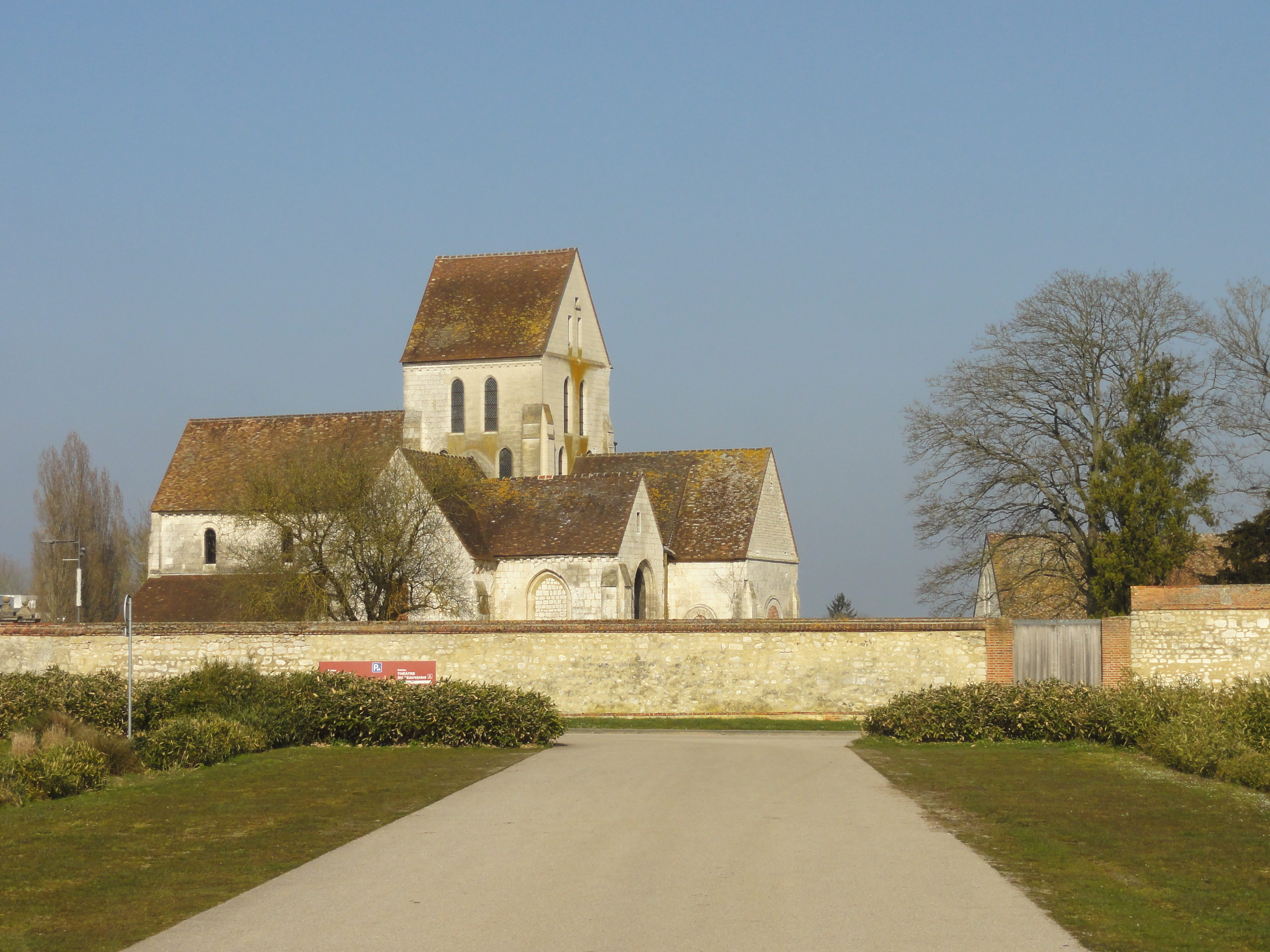
Leprozerie Saint-Lazare
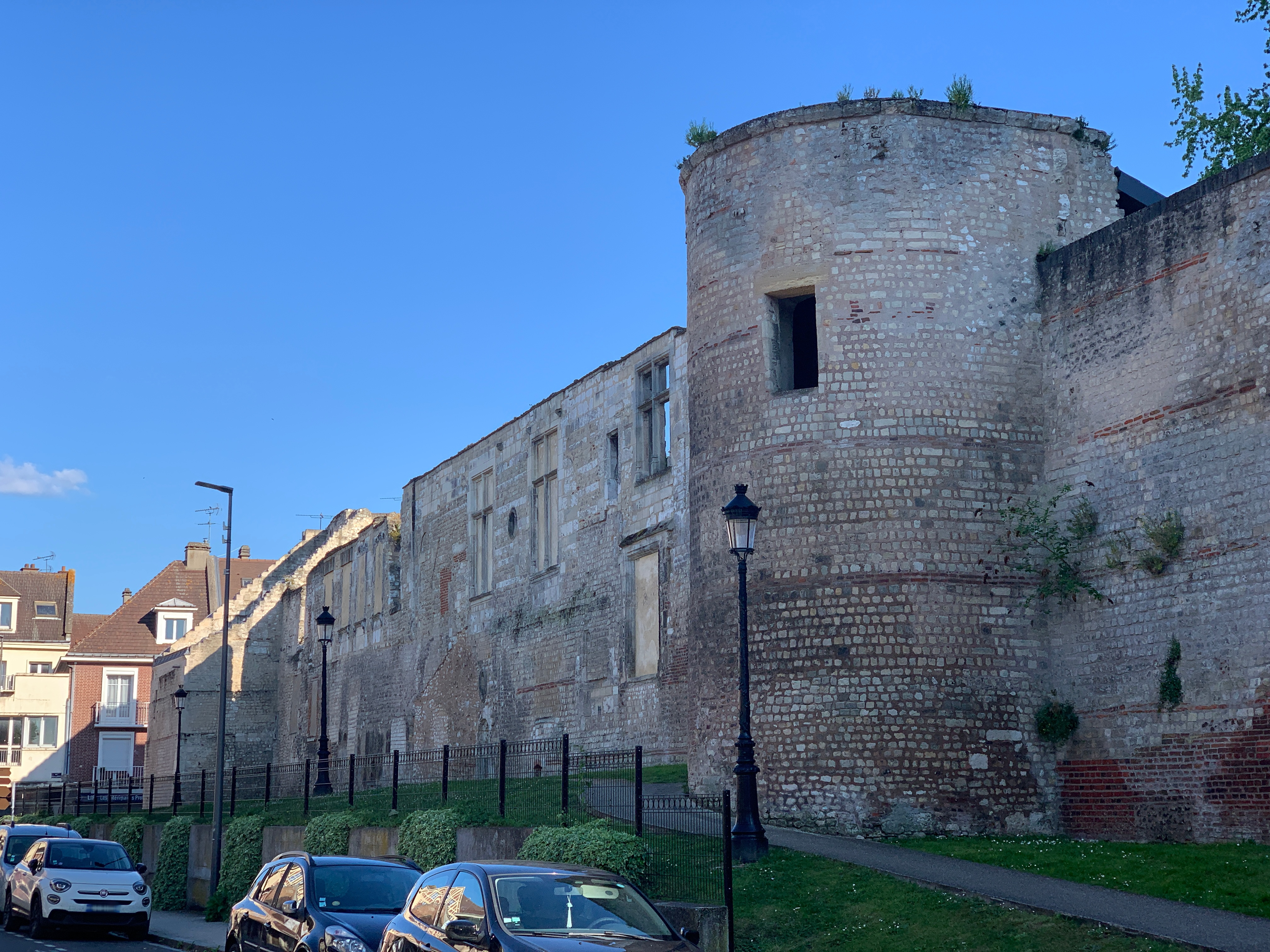
Romeinse stadsmuur in de Rue Jean Racine

## Transport
Bij Beauvais ligt de qua passagiersaantallen derde luchthaven van Parijs, de luchthaven Parijs Beauvais Tillé. De stad ligt aan de A16 (Parijs - Duinkerke).
In de stad ligt het spoorwegstation Beauvais.

## Geografie
De oppervlakte van Beauvais bedroeg op 1 januari 2022 33,31 vierkante kilometer; de bevolkingsdichtheid was toen 1.678,4 inwoners per km².
De Thérain stroomt door de stad.
De onderstaande kaart toont de ligging van Beauvais met de belangrijkste infrastructuur en aangrenzende gemeenten.

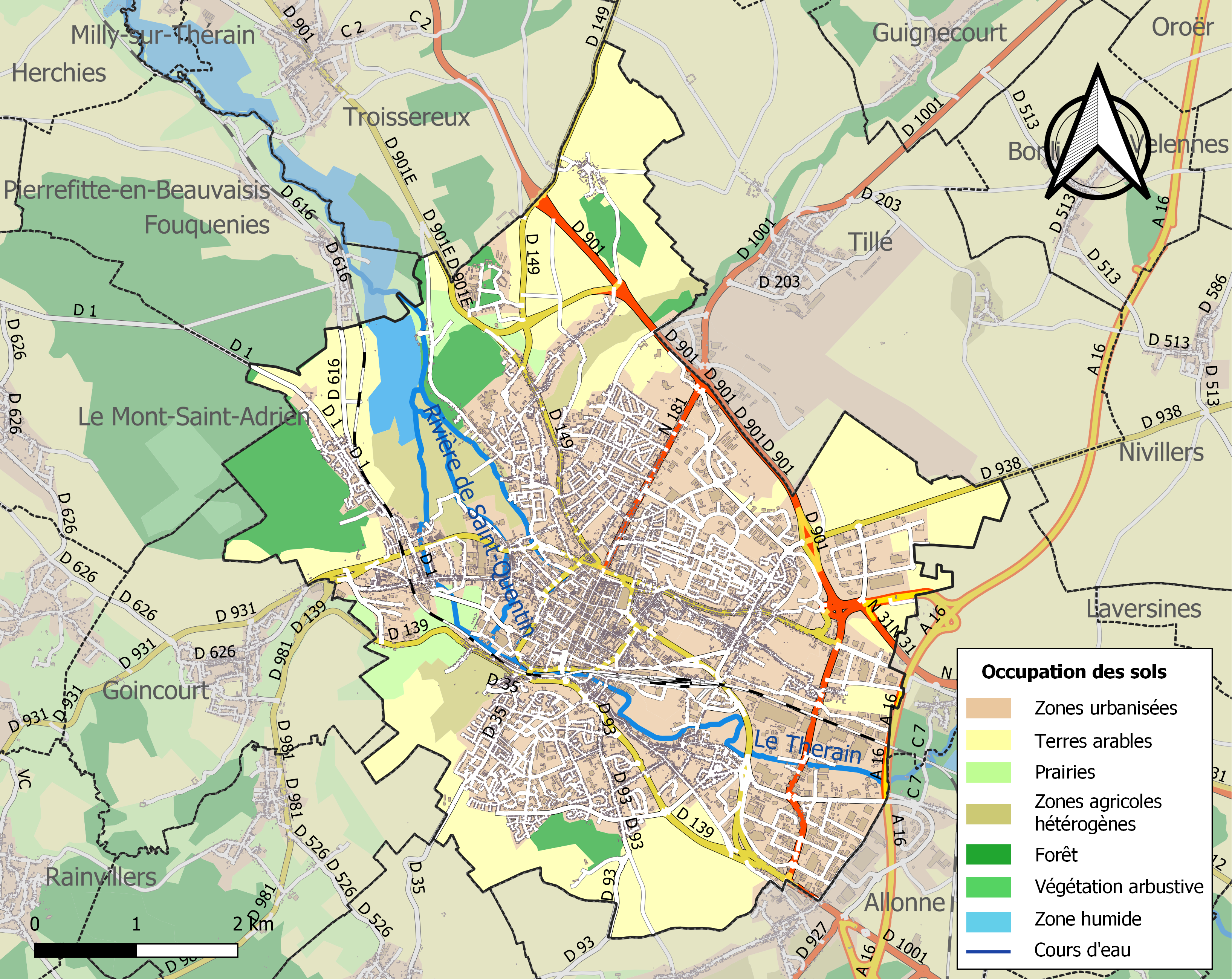

## Demografie
Onderstaande figuur toont het verloop van het inwonertal (bron: INSEE-tellingen).

## Geboren
- Jeanne Hachette (1456-onbekend), heldin
- Philippe Villiers de l'Isle Adam (1464-1534), 44ste grootmeester van de Orde van Sint Jan van Jeruzalem
- George Auriol (1863-1938), dichter, songwriter, grafisch ontwerper, letterontwerper en art-nouveaukunstenaar
- Hubert de Givenchy (1927-2018), modeontwerper
- Jean-Claude Decaux (1937-2016), industrieel en stichter van JCDecaux
- Eddy Seigneur (1969), wielrenner en ploegleider
- Arnaud Coyot (1980-2013), wielrenner
- Grégory Christ (1982), voetballer
- Guillaume Levarlet (1985), wielrenner
- Sambou Yatabaré (1989), Malinees voetballer
- Mélodie Lesueur (1990), wielrenner
- Arnaud Démare (1991), wielrenner
- Rudy Barbier (1992), wielrenner
- Nicolas Gavory (1995), voetballer